# Hogs of war
Hogs of war er et amerikansk turbaseret strategi-computerspil udviklet af Infogrames Studios og udgivet af Infogrames Europe og udkommet til Sony PlayStation og PC i 2000 i Europa og USA. 
Spillets coverdesign er kopieret efter Stanley Kubricks krigsfilm Full Metal Jacket fra 1987. Spillets temasang er Sousas Liberty Bell March. Spillets gameplay ligger sig op af Worms, der ses i tredje person. 
I spillet styrer man på sit hold 5 krigslystende amtropomoristiske grise under 1. verdenskrig, der kæmper imod grise fra andre lande. Man bruger en række forskellige våben til at bekæmpe fjenden, der blandt andet inkluderer Bazooka, mortér, sniper håndgranater, landminer, trotyl og tåregas. Det er muligt at spille i single player og multiplayer game.

## Hold
- "Tommy's Trotters", baseret på 1. verdenkrigs British Expeditionary Force (grønne).
- "Sow-A-Krauts", baseret på 1. verdenskrigs Tyskland (grå).
- "Sushi Swine", baseret på Japan (gul).
- "Uncle Ham's Hogs", USA (lyseblå).
- "Garlic Grunts" baseret på Frankrig (mørkeblå).
- "Piggystroika", der repræsenterer det Russiske kejserrige (rød).